# Volley Catania
Il Volley Catania è una società pallavolistica maschile italiana con sede a Catania: milita nel campionato di Serie A2.

## Storia
Fondata nel 2003, durante la stagione 2016-17 la vicina società di Misterbianco decide di prendere l'attuale denominazione e di spostare la sua società a Catania. Durante lo stesso anno ottiene la promozione in Serie A2 vincendo il campionato di Serie B.
Durante la stagione 2017-18 milita nel campionato di Serie A2 disputando le sue gare al PalaCatania.

## Rosa 2018-2019
| N° | Nome                | Ruolo | Data di nascita  | Nazionalità sportiva |
| -- | ------------------- | ----- | ---------------- | -------------------- |
| 1  | Marco De Costa      | L     | 19 gennaio 1998  | Italia               |
| 2  | Federico Reina      | C     | 21 maggio 1998   | Italia               |
| 3  | Filippo Porcello    | C     | 1º febbraio 1987 | Italia               |
| 4  | Sergio Petrone      | P     | 18 agosto 1997   | Italia               |
| 6  | Francesco Corrado   | S     | 10 maggio 1997   | Italia               |
| 7  | Cesare Gradi        | S/O   | 2 gennaio 1988   | Italia               |
| 8  | Francesco Pricoco   | L     | 10 marzo 1993    | Italia               |
| 10 | Juan Ignacio Finoli | P     | 5 novembre 1991  | Argentina            |
| 11 | Dušan Bonačić       | S     | 19 luglio 1995   | Cile                 |
| 12 | Simone Nicosia      | S     | 6 maggio 2000    | Italia               |
| 14 | Stefano Chillemi    | S     | 20 febbraio 1999 | Italia               |
| 18 | Federico Mazza      | C     | 8 marzo 1996     | Italia               |